# Henriette Hörnigk
Henriette Hörnigk (* 31. Mai 1973 in Ost-Berlin) ist eine deutsche Dramaturgin und Regisseurin.

## Leben und Wirken
Hörnigk wurde 1973 als Tochter des Literaturwissenschaftlers und Hochschulprofessors Frank Hörnigk (1944–2016) und der Literaturwissenschaftlerin Therese Hörnigk geboren. Bis 1997 studierte sie an der Humboldt-Universität zu Berlin Neuere Deutsche Literatur und Theaterwissenschaft bei Joachim Fiebach. Während des Studiums arbeitete sie von 1992 bis 1994 als Dramaturgin am RambaZamba Theater in Berlin und hospitierte von 1995 bis 1997 am Schauspiel Leipzig und am Burgtheater Wien.
1998 engagierte Ingo Waszerka Hörnigk als Dramaturgin an das Mecklenburgische Staatstheater Schwerin, seither führt sie auch regelmäßig Regie. 2002 wurde sie Chefdramaturgin in der Intendanz von Schauspielchef Peter Dehler. Parallel dazu arbeitete sie als Dozentin am Middlebury College/Vermont und an der Hochschule für Schauspielkunst Ernst Busch in Berlin. Zudem war sie 2009 Jurymitglied der Körber-Stiftung in Hamburg, arbeitete regelmäßig für verschiedene Zeitungen und adaptierte Romane für die Bühne. In über 80 Produktionen arbeitete sie als Dramaturgin mit einer Vielzahl von renommierten Regisseurinnen und Regisseuren zusammen.
Von 2011 bis 2023 arbeitete Hörnigk als Chefdramaturgin, stellvertretende Intendantin und Regisseurin am neuen theater in Halle (Saale) unter der Intendanz von Matthias Brenner. Dort begann auch die enge Zusammenarbeit mit der Bühnen- und Kostümbildnerin Claudia Charlotte Burchard. Seit 2013 leitet sie das Studio Halle in Kooperation mit der Hochschule für Musik und Theater „Felix Mendelssohn Bartholdy“ in Leipzig und erarbeitet regelmäßig als Dozentin die Szenenstudien „Klippenspringer“ mit den Schauspielstudierenden.
Seit 2023 arbeitet Hörnigk als freie Regisseurin, Dramaturgin und Dozentin.
Henriette Hörnigk lebt in Halle und Berlin. Sie ist Mutter einer Tochter (* 2003).

## Inszenierungen

### Mecklenburgisches Staatstheater Schwerin
- 1998 Die Uhren Schlagen Mein Herz Wann kommst du – Heiner Müller: Die Gedichte, UA
- 1998 Tschau Bella Italia
- 1999 Trio Infernale
- 2005 Hilary Fannin Treibgut, DSE
- 2007 Georg Büchner Woyzeck
- 2009 Heiner Müller Feiern – Ich weiß nicht, was Avantgarde ist
- 2009 Sibylle Berg Die goldenen letzten Jahre
- 2010 Hans Fallada Kleiner Mann, was nun?
- 2013 Gotthold Ephraim Lessing Minna von Barhelm
- 2014 Alexandre de la Patellière / Matthieu Delaporte Der Vorname

### Middlebury Town Hall Theater
- 2001 Thomas Vinterberg Das Fest
- 2002 Peter Dehler Fisch sucht Fahrrad

### neues theater Halle
- 2011 Große Freiheit 41,
- Heiner Müller: Wolokolamsker Chaussee 2 + 4, Angela Merkels Rede anlässlich der Verleihung der Freiheitsmedaille,
- 2012 Lutz Hübner Frau Müller muss weg[2]
- 2012 Kay Pollak Wie im Himmel
- 2014 Gerhart Hauptmann Die Ratten[3]
- 2014 Gottfried Benn Dschungel ohne Bisse[4], UA
- 2015 Klaus Mann Mephisto[5]
- 2015 Johann Wolfgang von Goethe Die Wahlverwandtschaften[6]
- 2016 Michael Frayn Der nackte Wahnsinn[7]
- 2019 Heinrich Heine Deutschland. Ein Wintermärchen[8] (mit Matthias Brenner und Sophie Scherer)
- 2017 William Shakespeare König Lear[9]
- 2022 Heiner Müller/Euripides/Christa Wolf Trilogie der Unschuld MEDEA/MAUSER/QUARTETT[10][11]
- 2023 Ferdinand Bruckner Krankheit der Jugend[12]

### Oper Halle
- 2016 Elfriede Jelinek Wut[13]
- 2018 Axel Ranisch Nackt über Berlin[14], UA
- 2018 Bertolt Brecht/Kurt Weill Die Dreigroschenoper[15]
- 2019 John Kander/Fred Ebb Cabaret[16]
- 2020 Leonard Bernstein Candide

### Hessisches Staatstheater Wiesbaden
- 2019 Carl Zuckmayer Der fröhliche Weinberg[17][18]
- 2020–21 Tom Stoppard Die Küste Utopias[19][20][21][22][23][24], DSE
- 2022 Joseph Roth Hiob[25][26][27]

### Oper Kassel
- 2021 John Kander/Fred Ebb Cabaret[28][29][30]

### Arbeiten als freie Regisseurin
- 2023 Hessisches Staatstheater, Richard Wagner Lohengrin[31]
- 2024 Staatstheater Meiningen, Peter Shaffer Amadeus[32]
- 2024 Volkstheater Rostock, Joseph Kesselring Arsen und Spitzenhäubchen[33]
- 2025 Staatsschauspiel Dresden, Gröschner/Mädler/Seemann Drei ostdeutsche Frauen betrinken sich und gründen den idealen Staat (UA)[34]
- 2025 Theater Rudolstadt, Friedrich Schiller Don Karlos[35]

## Dramatisierungen
- Fjodor M. Dostojewski Der Spieler (zusammen mit Claudia Bauer)
- Franz Kafka Amerika
- Hans Fallada Kleiner Mann, was nun?
- Joseph Roth Hiob
- Klaus Mann Mephisto
- Johann Wolfgang von Goethe Die Wahlverwandtschaften
- Axel Ranisch Nackt über Berlin
- Annett Gröschner / Peggy Mädler / Wenke Seemann Drei ostdeutsche Frauen betrinken sich und gründen den idealen Staat

## Auszeichnungen
- Peter Shaffer, Amadeus, Premiere Juni 2024, Preis für die beste Inszenierung des Jahres 2024 am Staatstheater Meiningen[36]